# Имшенецкий, Яков Кондратьевич

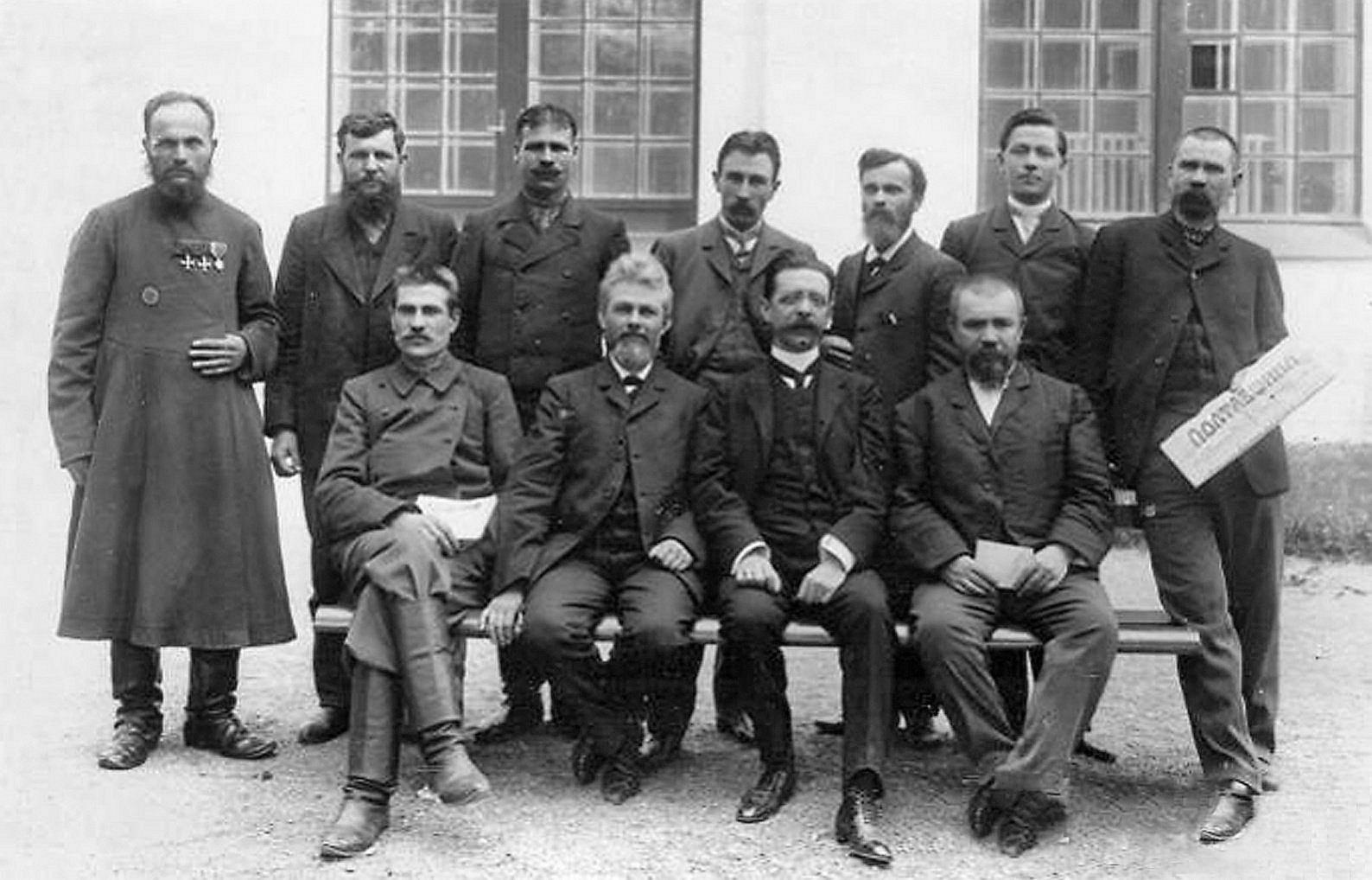
Члены государственной Думы Первого созыва от Полтавской губернии. Первый ряд — Ф. И. Дубовик, И. Н. Присецкий, Г. Б. Иоллос, Я. К. Имшенецкий. Второй ряд — И. П. Кириленко, М. Ф. Дьяченко, Н. С. Онацкий, В. М. Шемет, П. И. Чижевский, А. Е. Тесля, Н. В. Жигель

Яков Кондратьевич Имшенецкий (21 марта 1858 года, село Баба, Черниговская губерния — 2 июня 1938 года) — член I Государственной думы от Полтавской губернии, член ЦК партии кадетов.

## Биография
Яков Имшенецкий родился в 1858 году в селе Баба, Черниговской губернии в семье священника. Получил образование в Черниговской духовной семинарии, обучался в университетах Москвы и Киева, в 1885 году окончил одесский Новороссийский университет.
В 1887 году Ишмшенецкий занялся статистикой, а начиная с 1893 года перешёл на государственную службу, где проработал до 1906 года. Был в составе редакций нескольких российских газет.
В 1905 году он вступил в Конституционно-демократическую партию, в партию кадетов. В 1906 году представил Полтавскую губернию в Государственной думе Российской империи первого созыва. В том же году Яков Кондратьевич стал одним из тех, кто подписал Выборгское воззвание, в котором депутаты Думы призывали начать пассивное сопротивление властям. После роспуска Думы принимал деятельное участие в выпуске «Думского листка», состоял фактическим редактором «Смоленского Вестника». За подписание «Выборгского воззвания» был осуждён на три месяца и лишён права занимать общественные и политические посты.
В 1909 году Яков Ишмшенецкий вернулся в Полтаву и устроился на работу в Полтавском обществе взаимного кредита, которое возглавил в 1912 году. Во время революции 1917 года участвовал в политической деятельности на Украине. Работал гласным Городской думы Полтавы. На девятом съезде партии кадетов он был избран кандидатом на выборы в Учредительное собрание. Выступал против отделения Украины от России, осудил октябрский переворот, принял III Универсал Украинской Центральной Рады. После установления Советской власти на Украине работал в советских организациях и учреждениях. Выступал против изъятия церковных ценностей и закрытия церковей.
Задержан 10 марта 1938 года по сфальсифицированном деле о создании «фашистско-востаннской организации церковников». Тройкой НКВД по Полтавской области приговорён к расстрелу 23 апреля. Приговор исполнен 2 июня. Реабилитирован Полтавским обласным судом в 1959 году.